# Sagan Tosu
Il Sagan Tosu (サガン鳥栖?, Sagan Tosu) è una società calcistica giapponese con sede nella città di Tosu. Dal 2025 milita nella J2 League, seconda divisione del campionato giapponese.
Il termine Sagan (砂岩, Sagan), appositamente coniato, ha diversi possibili significati, quali una derivazione dall'inglese sandstone (arenaria) oppure dalla prefettura della città di Tosu, Saga.

## Storia
Il Sagan Tosu fu fondato nel 1997, prendendo virtualmente il posto del Tosu Futures, squadra attiva fino al 1996 e nata come team aziendale del PJM Japan.
Dal 1999 al 2011 la squadra ha militato nella J2: con il secondo posto in classifica del 2011 ottenne la promozione in massima serie per la prima volta nella sua storia. Nel 2016 fu scelto come allenatore l'italiano Massimo Ficcadenti, esonerato nel 2018 con la squadra al 17° posto in classifica. Il miglior piazzamento del club resta il 5° posto finale conquistato nella stagione 2014, da segnalare anche la semifinale in Coppa dell'Imperatore raggiunta nel 2013 e persa contro il Yokohama F·Marinos per 2 a 0. 
Nel 2018 fu annunciato l'ingaggio dell'attaccante spagnolo Fernando Torres, che giocò per il Sagan Tosu per due stagioni realizzando 7 reti in 40 presenze complessive. Nel 2024, chiudendo il campionato in ultima posizione, retrocesse in seconda divisione dopo tredici anni. 

## Allenatori
| Livello | Categoria            | Partecipazioni | Debutto | Ultima stagione |
| ------- | -------------------- | -------------- | ------- | --------------- |
| 1º      | J. League Division 1 | 13             | 2012    | 2024            |
| 2º      | J. League Division 2 | 14             | 1999    | 2025            |

| N. |                          | Ruolo | Calciatore                |
| -- | ------------------------ | ----- | ------------------------- |
| 1  | Spagna (bandiera)        | P     | Arnau Riera Rodríguez     |
| 2  | Giappone (bandiera)      | D     | Kōsuke Yamazaki           |
| 3  | Giappone (bandiera)      | D     | Seiji Kimura              |
| 4  | Giappone (bandiera)      | D     | Yūta Imazu                |
| 6  | Giappone (bandiera)      | C     | Akito Fukuta              |
| 8  | Giappone (bandiera)      | C     | Hikaru Nakahara           |
| 10 | Giappone (bandiera)      | C     | Fuchi Honda               |
| 11 | Brasile (bandiera)       | A     | Vinícius Araújo           |
| 14 | Giappone (bandiera)      | C     | Naoyuki Fujita (capitano) |
| 16 | Giappone (bandiera)      | D     | Katsunori Ueebisu         |
| 18 | Giappone (bandiera)      | C     | Shōta Hino                |
| 19 | Giappone (bandiera)      | C     | Kentarō Moriya            |
| 20 | Corea del Sud (bandiera) | D     | Kim Tae-hyeon             |
| 21 | Giappone (bandiera)      | C     | Yūki Horigome             |
| 22 | Giappone (bandiera)      | A     | Cayman Togashi            |
| 24 | Giappone (bandiera)      | C     | Tōjirō Kubo               |
| 25 | Giappone (bandiera)      | C     | Ryōhei Watanabe           |

| N. |                          | Ruolo | Calciatore       |
| -- | ------------------------ | ----- | ---------------- |
| 27 | Giappone (bandiera)      | C     | Yoshiki Narahara |
| 28 | Giappone (bandiera)      | D     | Yūsuke Maruhashi |
| 29 | Giappone (bandiera)      | D     | Taisei Inoue     |
| 31 | Giappone (bandiera)      | P     | Masahiro Okamoto |
| 32 | Giappone (bandiera)      | A     | Keisuke Sakaiya  |
| 33 | Giappone (bandiera)      | C     | Kento Nishiya    |
| 36 | Giappone (bandiera)      | D     | Fumiya Kitajima  |
| 37 | Giappone (bandiera)      | C     | Tsubasa Terayama |
| 42 | Giappone (bandiera)      | D     | Wataru Harada    |
| 47 | Giappone (bandiera)      | A     | Daichi Suzuki    |
| 48 | Giappone (bandiera)      | D     | Yūya Kuroki      |
| 51 | Corea del Sud (bandiera) | P     | Lee Yoon-sung    |
| 55 | Giappone (bandiera)      | C     | Hiroshi Kiyotake |
| 70 | Brasile (bandiera)       | A     | Jája Silva       |
| 71 | Giappone (bandiera)      | P     | Park Il-gyu      |
| 77 | Lituania (bandiera)      | C     | Vykintas Slivka  |
| 99 | Brasile (bandiera)       | A     | Marcelo Ryan     |

| N. |                          | Ruolo | Calciatore                |
| -- | ------------------------ | ----- | ------------------------- |
| 1  | Spagna (bandiera)        | P     | Arnau Riera Rodríguez     |
| 2  | Giappone (bandiera)      | D     | Kōsuke Yamazaki           |
| 3  | Giappone (bandiera)      | D     | Seiji Kimura              |
| 4  | Giappone (bandiera)      | D     | Yūta Imazu                |
| 6  | Giappone (bandiera)      | C     | Akito Fukuta              |
| 8  | Giappone (bandiera)      | C     | Hikaru Nakahara           |
| 10 | Giappone (bandiera)      | C     | Fuchi Honda               |
| 11 | Brasile (bandiera)       | A     | Vinícius Araújo           |
| 14 | Giappone (bandiera)      | C     | Naoyuki Fujita (capitano) |
| 16 | Giappone (bandiera)      | D     | Katsunori Ueebisu         |
| 18 | Giappone (bandiera)      | C     | Shōta Hino                |
| 19 | Giappone (bandiera)      | C     | Kentarō Moriya            |
| 20 | Corea del Sud (bandiera) | D     | Kim Tae-hyeon             |
| 21 | Giappone (bandiera)      | C     | Yūki Horigome             |
| 22 | Giappone (bandiera)      | A     | Cayman Togashi            |
| 24 | Giappone (bandiera)      | C     | Tōjirō Kubo               |
| 25 | Giappone (bandiera)      | C     | Ryōhei Watanabe           |

| N. |                          | Ruolo | Calciatore       |
| -- | ------------------------ | ----- | ---------------- |
| 27 | Giappone (bandiera)      | C     | Yoshiki Narahara |
| 28 | Giappone (bandiera)      | D     | Yūsuke Maruhashi |
| 29 | Giappone (bandiera)      | D     | Taisei Inoue     |
| 31 | Giappone (bandiera)      | P     | Masahiro Okamoto |
| 32 | Giappone (bandiera)      | A     | Keisuke Sakaiya  |
| 33 | Giappone (bandiera)      | C     | Kento Nishiya    |
| 36 | Giappone (bandiera)      | D     | Fumiya Kitajima  |
| 37 | Giappone (bandiera)      | C     | Tsubasa Terayama |
| 42 | Giappone (bandiera)      | D     | Wataru Harada    |
| 47 | Giappone (bandiera)      | A     | Daichi Suzuki    |
| 48 | Giappone (bandiera)      | D     | Yūya Kuroki      |
| 51 | Corea del Sud (bandiera) | P     | Lee Yoon-sung    |
| 55 | Giappone (bandiera)      | C     | Hiroshi Kiyotake |
| 70 | Brasile (bandiera)       | A     | Jája Silva       |
| 71 | Giappone (bandiera)      | P     | Park Il-gyu      |
| 77 | Lituania (bandiera)      | C     | Vykintas Slivka  |
| 99 | Brasile (bandiera)       | A     | Marcelo Ryan     |

| J2 League 2025 | J2 League 2025 |
| --- | -------------- |
| Blaublitz Akita · Consadole Sapporo · Ehime · Fujieda MYFC · Imabari · Iwaki · JEF United · Júbilo Iwata · Kataller Toyama · Mito HollyHock · Montedio Yamagata · Oita Trinita · RB Omiya Ardija · Renofa Yamaguchi · Roasso Kumamoto · Sagan Tosu · Tokushima Vortis · V-Varen Nagasaki · Vegalta Sendai · Ventforet Kofu · |                |